# Vienne (Isère)
Vienne é uma comuna francesa situada no departamento de Isère, na região de Auvérnia-Ródano-Alpes, na confluência dos rios Ródano e Gère. Seus habitantes são chamados viennois (em francês), termo que provém do antigo Condado de Vienne.
A cidade era chamada de Viena Alóbrogo (em latim: Vienna Allobrogum) ou apenas Viena (em latim: Vienna) durante o período romano.